# A-376 (Spanje)

De A-376

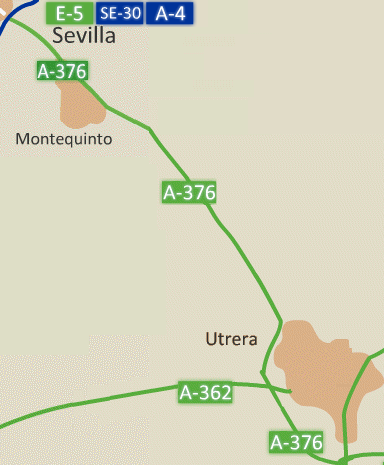
De A-376

De A-376 of Autovía Sevilla-Utrera is een autovía in Andalusië. De snelweg is 88,3 kilometer lang en verbindt Sevilla (A-4) met Utrera. De A-376 werd afgewerkt in 2008.